# Trine Mortensen
Trine Elise Wacker Mortensen (født 14. september 1994 i Jyllinge, Danmark) er en kvindelig dansk håndboldspiller, der spiller for HØJ Elite i Damehåndboldligaen, som venstre fløj. Hun har tidligere optrådt for TMS Ringsted, HØJ og den svenske topklub IK Sävehof.
Hun blev i september 2022 for første gang indkaldt til det danske A-landshold til Golden League-stævnet i Danmark. Hun fik sin officielle landsholdsdebut mod Holland den 29. september 2022, men var ikke på banen.
I 2024-25 sæsonen rykkede hun op fra 1. division med HØJ Elite.

## Meritter
- Svensk handbollselit:
  - Guld: 2022
  - Sølv: 2021